# 黑石稔
黑石稔（5月13日—），本名刘雨轩，中国大陆配音演员，原为音熊联萌成员，现为自由身。配音作品有动画《王牌御史》《择天记》《全职法师》，电视剧《一代枭雄》，广播剧《光刃·剑中歌》等。同时，他也是名歌手，曾担任动画《王牌御史》片尾曲的主唱。

## 配音作品
- 主要角色以粗体显示。

### 动画剧集
2013年
- 卡牌大师————《啦啦啦德玛西亚3》
- 卢少龙————《撸时代》
- Sky————《死灵编码》
- 叶知秋、王捷————《超神游戏》

2014年
- 李陵彪————《王牌御史》
- 八点二十————《馒头日记》
- 郭米————《中国惊奇先生》
- 鹿妖————《妖怪名单》
- 五花肉大王————《摩登森林之美食总动员》
- 酒馆老板————《游戏人生》（日本）
- 魔彻克斯（魔兽之书 / 魔兽之云）、积木园校长————《乐高未来骑士团》（美国）

2015年
- 轩辕破、周通————《择天记》
- 龙傲娇、马里森、Earth哥————《勇者大冒险》
- 曼德斯————《纳米核心》
- 慢郎中（冲不停）————《麻辣女孩》（美国）
- 海格力斯、痛苦————《大力士海格力斯》（美国）
- 叶正东————《爱神巧克力ING》

2016年
- 莫凡————《全职法师》
- 南宫爠、星象子————《太乙仙魔录之灵飞纪》
- 唐芹、红毛————《女娲成长日记》
- 迈克、黄昏使者————《纳米核心 第二季》
- 弯刀————《戒魔人》
- 韩信友————《大贵族》
- 小龙斯派罗、混沌————《天空城宝贝龙学院》（美国）
- 奥斯卡、内田————《麻神》

2017年
- 辰钧————《天谕》
- 药老————《斗破苍穹》《斗破苍穹 特别篇》
- 莫凡————《全职法师II》
- 南宫爠————《太乙仙魔录之灵飞纪 第二季》
- 司令员————《枪娘!FIRE》
- 甄青————《青柠之夏》
- 螳螂、伟达、广播、高展翼————《CMFU学院:绅士击击剑》
- 叶正东————《爱神巧克力ING 第二季》

2018年
- 亚伦————《奥术神座》
- 蓝先生————《星辰变》
- 御风子————《西行纪》
- 莫凡————《全职法师III》
- 药老————《斗破苍穹 第二季》
- 可可罗酱————《魔法少女 俺》（日本）
- 格雷戈里奥————《鹿枫堂》（日本）
- 药师、礼的父亲、文艺之神(瘦)————《此花亭奇谭》（日本）
- 红蜘蛛·修比奈————《神怒之日》（日本）

2019年
- 林宏————《武动乾坤》
- 宋七、白大爷、新义镇教头、店小二————《萌妻食神》
- 山猫————《三只松鼠之松鼠小镇》
- 药老————《斗破苍穹 第三季》

2020年
- 莫凡————《全职法师IV》
- 林宏、曹铸、元灵、群杂————《武动乾坤 第二季》
- 侦探、BS队长、群杂————《恋与制作人》
- 金掌柜————《大话之少年游》
- 姜皓旭、男生丙————《我为歌狂之旋律重启》

2021年
- 主持人、程序员2————《还击45秒》
- 雪印、群杂————《山河剑心》
- 南宫爠、星象子、灵虎道君、瘦捕头、昆仑弟子————《太乙仙魔录之地煞万象》
- 药老、云雷、黑烟————《斗破苍穹 第四季》
- 药老————《斗破苍穹特别篇3：三年之约》
- 莫凡————《全职法师V》

2022年
- 韦旦、邪瞳————《剑与远征-伊索米亚的那些事儿》
- 王统————《武动乾坤 第三季》

待整理
- 塔金、C3PO————《星球大战·义军崛起》（美国）
- 卡奥————《丛林之书》（美国）
- 阿兰————《雷鸟特攻队》（英国）
- 凯恩————《全球探险冲冲冲》（英国）
- 迈斯————《卡车小镇》（加拿大）
- 哈蒂————《毛毛茸茸和胖胖》（英国）

### 动画电影
2014年
- 耶德————《辛巴达历险记2》
- 耐德————《飞机总动员》（美国）

2016年
- 车内广播————《秒速5厘米》（日本）

2018年
- 唐三藏————《大闹西游》

### 游戏
- 周瑜、张辽、吕布————《三国志幻想大陆》
- 辰钧————《天谕Online》
- 孙悟空、罗摩、罗波那————《神之浩劫》
- 陶谦————《三国罗曼史》
- 图宇、魁二————《仙剑奇侠传幻璃镜》
- 小野松枫、苏义————《元气偶像季》
- 图灵、慕云、杰洛————《王与异界骑士》
- 陶宽、越三郎————《古剑奇谭3》
- 黑鹫、欧阳老师————《闪耀暖暖》
- 入殓师、勘探员————《第五人格》
- 辰溪、段凤楼————《古剑奇谭Online》
- ————《古墓丽影：崛起》
- 刘洋、刘大海————《剑网3重制版》
- 吵吵先生、巴里克————《枪火游侠》
- 段剑————《妖神记》
- 伯爵、雨花————《茗心录》
- 黄酒、布丁、伯爵茶、羊方藏鱼、莫吉托、千层面————《食之契约》
- 高衙内、王端、蔡云、雷商羽、百里车马————《逆水寒Online》（以及包括环境人物的其他若干角色）
- 王晨、安保工作人员、管家————《未定事件簿》
- 铁鼠————《决战平安京》
- 吕布、暮间喵————《高能手办团》
- 渊上、舒伯特、朔次郎、幸德、岩田————《原神》
- 何号————《花亦山心之月》
- 12F、角峰————《明日方舟》
- 阿托木————《消逝的光芒2》
- 无烬圣龙、凤凰————《奥奇传说》
- 阿尔瓦罗————《欢迎来到梦乐园》

### 广播剧
- 周大雷、物理老师————《伪装学渣》
- 郁蔼、吴弥、宇文邕、魏高飞、刘镖头———《千秋》
- 仇天玑、白准、霍连涛、赵秋生————《有匪》
- 宁先生、齐下商、孚森————《杀戮秀》
- 苏池————《刺青》
- 亚伦————《奥术神座》
- 卡牌A————《拔出石中剑就可以成为亚瑟王哟！》
- 其他角色、老管家、孙鼎————《天涯客》
- 李修明————《双杀》

### 其他剧种
- 秦假仙、释阎摩、御宇天骄、辜独明、玄定怒航、饮岁、玄冥氏————《霹雳侠影之轰动武林》
- 系统音、巴尔基星人、矢神、大里刚————《银河奥特曼》
- 系统音、嘎次星人————《银河奥特曼S》
- 隐崎————《奥特银河大怪兽格斗》
- 铃木武冈————《胜利之路》
- 小满————《一代枭雄》
- 徐酱————《误闯疯人院》
- 朱尔旦————《聊斋变异》
- 公子光————《刀剑缭乱》
- 《双面行医》
- 《我阿妈是黑玫瑰》

### 其他
- 2020百大UP主旁白

## 歌曲
- 动画《撸时代第二季》片尾曲《少龙的回忆》
- 动画《蓝漠的花》主题曲《追梦时间》
- 动画《咱们裸熊》剧中插曲

（待补充）